# リンゲル液

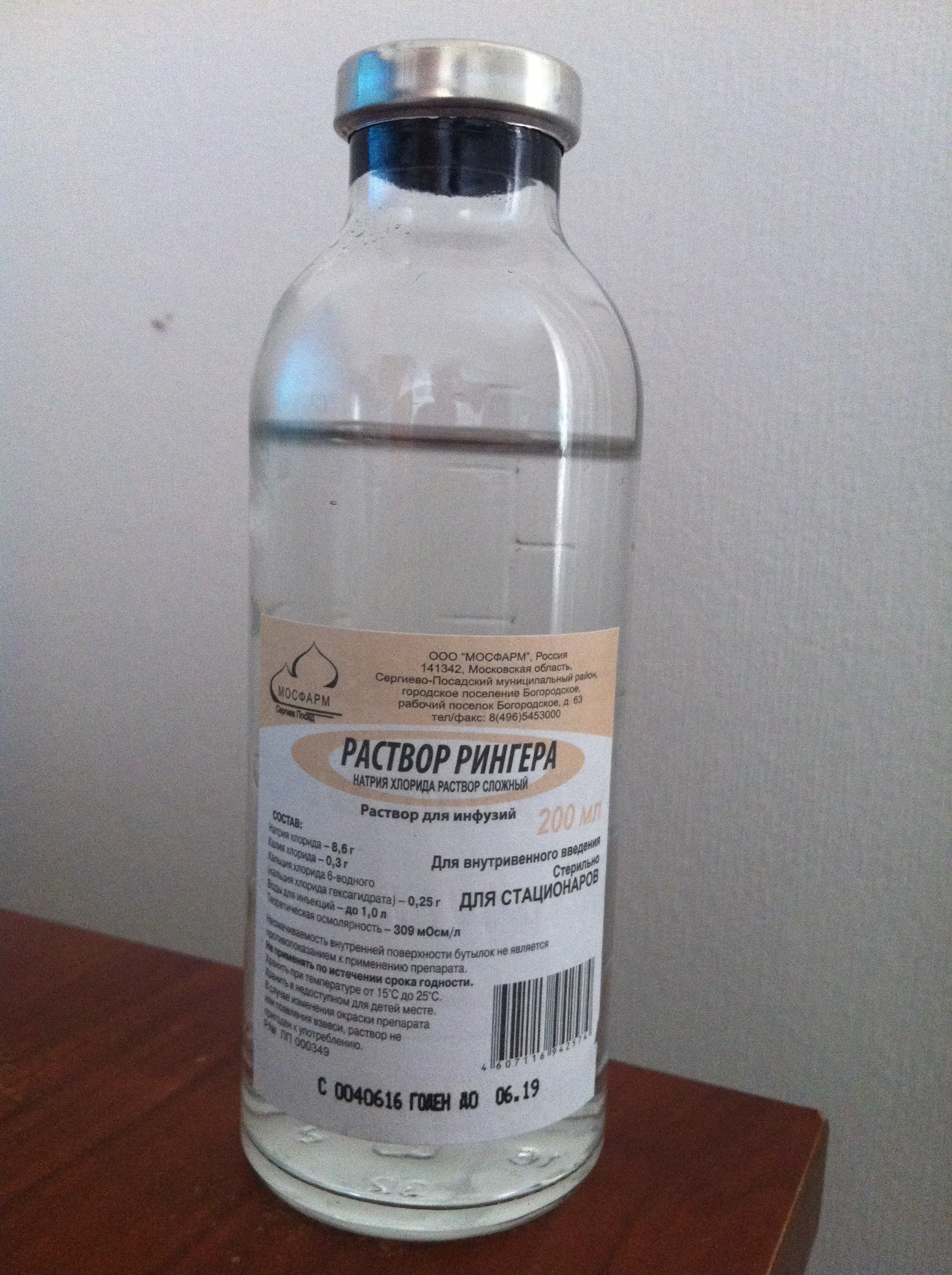
リンゲル液

リンゲル液（リンゲルえき、Ringer's solution）は、動物の体液に対して等張な溶液を作る目的で、いくつかの塩類を水に溶かした溶液のことである。リンゲル液には通常、塩化ナトリウム、塩化カリウム、塩化カルシウム、重炭酸ナトリウムが含まれており、重炭酸ナトリウムはpHを調整するために使用される。その他の添加物には、ATPやデキストロースなどの細胞の化学的燃料源、抗生物質や抗真菌剤が含まれることもある。

## 組成
リンゲル液は通常、NaCl、KCl、CaCl2、およびNaHCO3、時にはMgCl2などの他のミネラルが蒸留水に溶解されている。これらの正確な比率は動物種によって異なり、特に浸透順応型動物と浸透調節型動物の間で異なる。

## 用途
リンゲル液は、ヒトや動物の患者に静脈内または皮下輸液として頻繁に投与され、循環血液量減少時の血管内容量を増加させるために使用される。また、生体外筋肉検査など、臓器や組織のinvitro実験にも使用される。鳥類、哺乳類、淡水魚、海水魚など、分類群によって正確なイオンの配合が異なることがあり得る。
リンゲル液は、感染性関節炎の場合の鏡視下洗浄などの治療目的にも使用できる。臨床的には、等張性脱水症の治療時に、細胞外液の損失を補い、化学的バランスを回復させるための点滴として使用される。

## 歴史
リンゲル液は、1882年から1885年にかけて、カエルの心臓に灌流する溶液にはナトリウム、カリウム、カルシウムの塩が一定の割合で含まれていなければ、心臓の拍動を長く保つことはできないと判断したシドニー・リンガーにちなんで名づけられた。この溶液は、1930年代にアレクシス・ハルトマンによってさらに調整され、乳酸ナトリウムを加えて乳酸リンゲル液となった。